# Wolfgang Geier (Journalist)

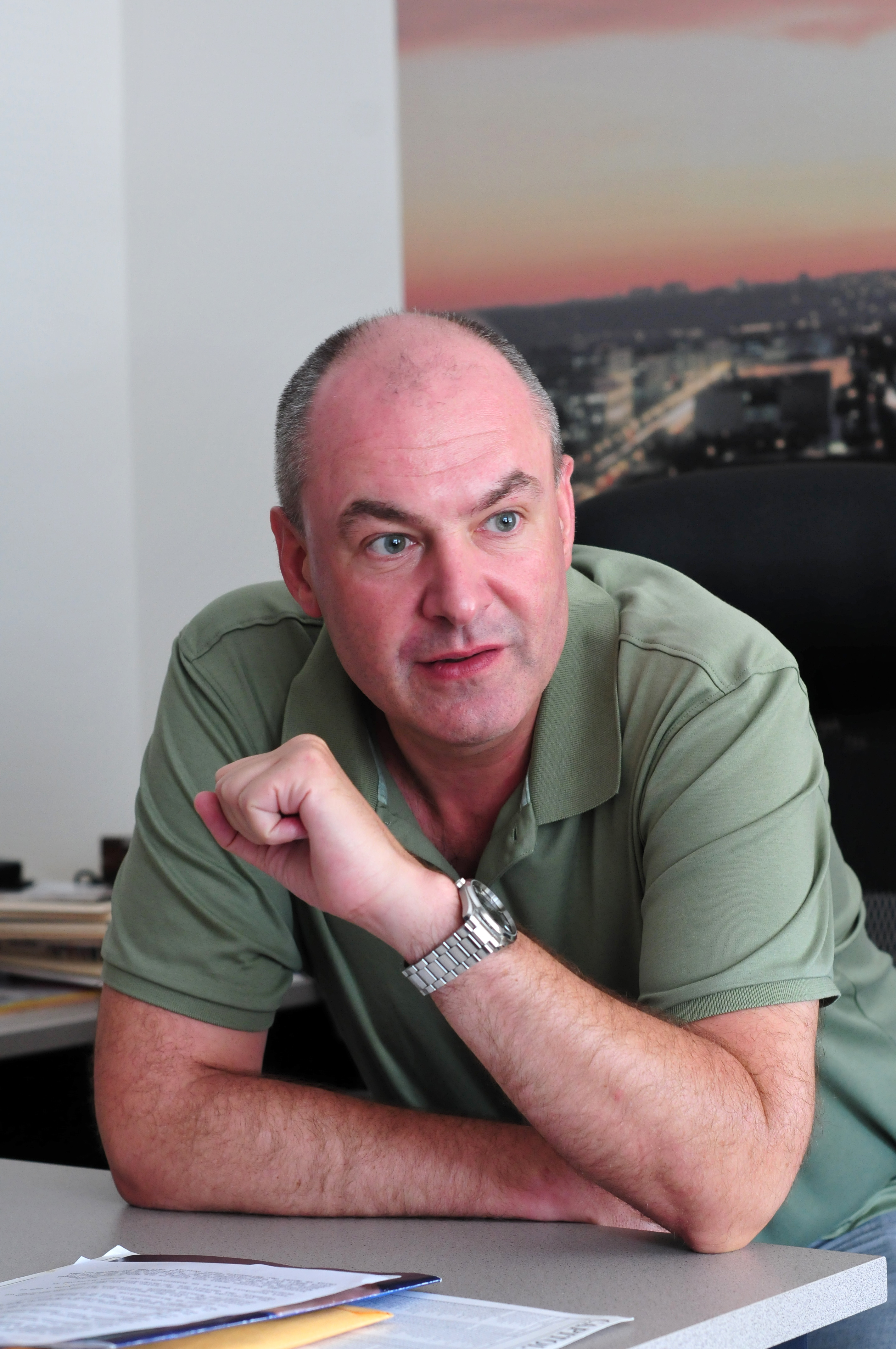
Wolfgang Geier (2012)

Wolfgang Geier (* 28. Februar 1966 in Kufstein) ist ein österreichischer Journalist beim ORF-Fernsehen. Von 2018 bis 2021 war er Chefredakteur von ORF eins.

## Leben
Wolfgang Geier studierte Germanistik und Geschichte an der Universität Innsbruck, das Studium schloss er 1990 ab.
Seit 1989 ist er journalistisch tätig, seit 1996 für den ORF, wo er im Landesstudio Tirol begann. 1999 wechselte er nach Wien zur Radio-Innenpolitik von Ö1 und 2001 zur Fernseh-Innenpolitik der ZIB 2. Ab 2005 präsentierte er die ORF-Pressestunde, ab 2006 war er Redakteur der Zeit im Bild. Von 2009 bis 2013 berichtete er als Auslandskorrespondent aus Washington, D.C. Anschließend wurde er Stellvertreter von Ressortchef Hans Bürger in der Fernseh-Innenpolitik.
Am 25. Mai 2018 wurde er von ORF-Generaldirektor Alexander Wrabetz zum Chefredakteur von ORF eins bestellt. Diese Funktion übernahm er nach der Trennung der Redaktionen in ORF eins und ORF 2 am 11. Juni 2018. Zum Chefredakteur von ORF 2 wurde Matthias Schrom bestellt. Beide folgten damit Fritz Dittlbacher nach, der bis dahin Chefredakteur der einzigen Redaktion für beide ORF-Fernsehsender war.
Bei der Wahl zum Journalisten des Jahres erzielte Wolfgang Geier in der Kategorie „Chefredaktion“ Platz 25 (im Jahr 2020) und Platz 22 (im Jahr 2021).
2022 wechselte Geier  zu ORF III. Hier ist er Chefkommentator und moderiert seit September 2023 abwechselnd mit Reiner Reitsamer und Lou Lorenz-Dittlbacher die Sendung Zur Sache.

## Publikationen
- 2012: Obamerika: Berichte aus dem Land der unbegrenzten Gegensätze, Galila Verlag, Etsdorf am Kamp 2012, ISBN 978-3-902533-35-7